# 久世中継局
久世中継局（くせちゅうけいきょく）は岡山県真庭市久世地区の笹向山にあるテレビジョン放送とFMラジオ放送の重要中継局及び小規模中継局である。

## 放送区域
地上デジタル放送におけるこの送信所の電波法に定める放送区域（1mV/m）は岡山県真庭市の一部、約5千世帯である。具体的には真庭市のうち久世地区中心部から久世IC周辺及び落合地区中心部にかけてのいずれも平地部にあたる。

## 歴史
- 1965年（昭和40年）10月10日 - NHK岡山放送局総合テレビジョンおよび教育テレビジョン久世中継局開局。
- 1965年（昭和40年）12月24日 - RSK山陽放送久世中継局開局。
- 1969年（昭和44年）9月20日 - NHK岡山放送局FM放送久世中継局開局。
- 1985年（昭和60年）8月14日 - RNC西日本放送久世中継局開局。
- 1999年（平成11年）4月1日 - 岡山エフエム放送久世中継局開局。
- 2008年（平成20年）3月1日 - 全局地上デジタルテレビジョン放送開始。

### アナアナ変換
この中継局もデジタル放送開始にあわせて全国的に行われた現行アナログチャンネルの移行、いわゆる「アナアナ変換」の対象となり、2006年4月3日より対策を開始、2006年7月11日には旧チャンネルを停波し新チャンネルに移行した。対象となったアナログチャンネルはOHK岡山放送（32ch-→38ch）、TSCテレビせとうち（30ch-→40ch）の2波である。対策世帯は真庭市の一部、約9,500世帯。
停波した旧アナログチャンネルの32chと30chはそれぞれNHK岡山総合テレビとKSB瀬戸内海放送のデジタルチャンネルとして岡山本局や県内、KSBの場合は香川県も含め多くの中継局で使用されている。

### 地上デジタル放送
この中継局のデジタル化はこの地域の大規模中継局のそれが完了した直後である2007年度中に行われ、この地域の中継局では比較的早い部類に入っている。この前には香川県の「小豆島中継局」、岡山県内では「笠岡中継局」が開局しており、この後には香川県の「讃岐白鳥中継局」、岡山県内では「美作中継局」が続いた。また、久世中継局は予備免許交付と本放送開始が「高梁中継局」と同時である。
2008年1月23日に総務省より予備免許交付、順次試験放送を開始し、同年3月1日に本放送を開始した。

## 施設
中継局は真庭市久世地区中心部の南東にある標高419mの笹向山山頂付近に存在する。
局所規模はNHKが重要中継局、民放が小規模中継局である。

## 地上デジタルテレビジョン放送送信設備
| リモコンキーID                                                                                      | 放送局名          | 物理チャンネル | 空中線電力 | ERP  | 放送対象地域   | 放送区域内世帯数 |
| --------------------------------------------------------------------------------------------------- | ----------------- | -------------- | ---------- | ---- | -------------- | ---------------- |
| 1                                                                                                   | NHK岡山総合       | 22ch           | 1W         | 2.6W | 岡山県         | 約5,000世帯      |
| 2                                                                                                   | NHK岡山教育       | 13ch           | 1W         | 2.6W | 全国放送       | 約5,000世帯      |
| 4                                                                                                   | RNC西日本放送     | 15ch           | 1W         | 2.8W | 岡山県・香川県 | 約5,000世帯      |
| 5                                                                                                   | KSB瀬戸内海放送   | 17ch           | 1W         | 2.8W | 岡山県・香川県 | 約5,000世帯      |
| 6                                                                                                   | RSK山陽放送       | 43ch           | 1W         | 3.2W | 岡山県・香川県 | 約5,000世帯      |
| 7                                                                                                   | TSCテレビせとうち | 14ch           | 1W         | 2.8W | 岡山県・香川県 | 約5,000世帯      |
| 8                                                                                                   | OHK岡山放送       | 47ch           | 1W         | 3.1W | 岡山県・香川県 | 約5,000世帯      |
| ※全局局名は久世局 ※22ch、13chは指向性あり、その他は全局無指向性 ※中継局であるためコールサインは無い |                   |                |            |      |                |                  |

## 地上アナログテレビジョン放送送信設備
| チャンネル | 放送局名          | 空中線電力         | ERP                | 放送対象地域   | 放送区域内世帯数 |
| --- | ----------------- | ------------------ | ------------------ | -------------- | ---------------- |
| 1+ | NHK岡山総合       | 映像3W/ 音声750mW  | 映像6.6W/音声1.65W | 岡山県         | 約4,900世帯      |
| 4- | NHK岡山教育       | 映像3W/ 音声750mW  | 映像6.1W/音声1.55W | 全国放送       | 約4,900世帯      |
| 6+ | RSK山陽放送       | 映像3W/ 音声750mW  | 映像6.1W/音声1.55W | 岡山県・香川県 | 約4,900世帯      |
| 26- | KSB瀬戸内海放送   | 映像10W/ 音声2.5kW | 映像30W/音声7.5W   | 岡山県・香川県 | -                |
| 28- | RNC西日本放送     | 映像10W/ 音声2.5kW | 映像30W/音声7.4W   | 岡山県・香川県 | -                |
| 38 | OHK岡山放送       | 映像10W/ 音声2.5kW | 映像33W/音声8.3W   | 岡山県・香川県 | -                |
| 40 | TSCテレビせとうち | 映像10W/ 音声2.5kW | 映像32W/音声8.1W   | 岡山県・香川県 | -                |
| ※全局局名は久世局 ※全局に指向性あり ※中継局であるためコールサインは無い ※ 1ch、6chはオフセット+10kHz局※4ch、26ch、28chはオフセット-10kHz局 |                   |                    |                    |                |                  |

## FMラジオ放送送信設備
| 周波数（MHz）                       | 放送局名  | 空中線電力 | ERP | 放送対象地域 | 放送区域内世帯数 |
| ----------------------------------- | --------- | ---------- | --- | ------------ | ---------------- |
| 82.9                                | FM岡山    | 10W        | 24W | 岡山県       | 約9600世帯       |
| 83.9                                | NHK岡山FM | 10W        | 24W | 岡山県       | 約9600世帯       |
| ※全局局名は久世局 ※全局に指向性あり |           |            |     |              |                  |